# Jaguaruna
Jaguaruna es un municipio brasileño del estado de Santa Catarina. Tiene una población estimada al 2021 de 20 547 habitantes.

## Etimología
El nombre Jaguaruna (Jaguar negro), es una adaptación de îagûarauna del tupí-guaraní, que deriva de îagûara (Jaguar) y una (negra/negro).

## Historia
Antes de la colonización, el lugar donde se ubica el municipio fue habitado por pueblos concheros. Estos crearon gigantescos conchales los cuales están entre los más grandes de Brasil y del mundo. Posteriormente, el territorio fue ocupado por los carios.
Se considera que en 1867 se fundó Jaguaruna cuando el coronel Luiz Francisco Pereira se estableció en el territorio. Mas familias se mudaron en 1869 y la nueva localidad adoptó el nombre de Campo Bom (campo bueno) por la fertilidad de su tierra. Tiempo después, adoptó el nombre actual debido a la aparición de un jaguar negro donde hoy está la cabecera municipal.
En 1880, Jaguaruna fue elevada a Freguesia, y en 1891 a municipio.